# 9. Luftwaffen-Felddivision
Die 9. Luftwaffen-Felddivision war ein militärischer Verband der Wehrmacht während des Zweiten Weltkrieges.

## Geschichte

### Aufstellung
Sie wurde im  Oktober 1942 unter dem Kommando des XIII. Fliegerkorps aus überschüssigem Personal der Luftwaffe in Ostpreußen aufgestellt.

### Ostfront
Ab Dezember 1942 an der deutsch-sowjetischen Front Front im Großraum Leningrad zum Einsatz.

## 9. Feld-Division (L)

### Aufstellung durch Umbenennung
Am 1. November 1943 wurde die Division ins Heer überführt und in Feld-Division 9 (L) umbenannt. 

### Vernichtung
Die letzten beiden Kommandeure der 9. Division wurden im Einsatz getötet und die Division aufgerieben. 

### Auflösung
Die Division wurde am 12. Februar 1944 offiziell aufgelöst. 

### Verwendung der Reste der Division
Die Reste des Verbandes wurden verwendet um die 61. Infanteriedivision, 225. Infanteriedivision und 227. Infanteriedivision aufzufüllen.

## Kommandeure
- Generalmajor Hans Erdmann (8. Oktober 1942 – 11. August 1943)
- Generalmajor Anton-Karl Longin (11. September – 4. November 1943)
- Generalleutnant Paul Winter (5. November 1943 bis 4. Dezember 1943)
- Oberst Ernst Michael (4. Dezember – 22. Januar 1944)
- Oberst Heinrich Geerkens (22. Januar 1945 – 24. Januar 1945)